# Atsimo-Andrefana
Atsimo Andrefana er en region på Madagascar beliggende i den tidligere provins Toliara. Den grænser til Menabe mod nord, Amoron'i Mania og Haute Matsiatra mod nordøst, Ihorombe og Anosy mod øst og Androy mod sydøst. Regionshovedstaden er byen Toliara og befolkningen var anslået på 1.018.500 mennesker i 2004. Atsimo Andrefana er den største af Madagaskars regioner med et areal på 66.236 km²
Regionen er inddelt i ni distrikter:
- Ampanihy
- Ankazoabo
- Benenitra
- Betioky Sud
- Beroroha
- Morombe
- Sakaraha
- Toliara
- Toliara II

## Nationalparker
I Atsimo-Andrefana ligger følgende Nationalparker og naturreservater:
- Beza Mahafaly-reservatet
- Nationalpark Zombitse-Vohibasia
- Nationalpark Tsimanampetsotsa
- Nationalpark Kirindy Mitea

## Eksterne kilder og henvisninger
1. 1 2  Profile des marchés pour les évaluations d’urgence de la sécurité alimentaire p. 27, Eliane Ralison og Frans Goossens 2006 hentet 5. maj 2009

23°24′S 43°48′Ø / 23.400°S 43.800°Ø